# Fenestrobelba subcomplexa
Fenestrobelba subcomplexa är en kvalsterart som först beskrevs av Balogh och Sandór Mahunka 1968.  Fenestrobelba subcomplexa ingår i släktet Fenestrobelba och familjen Suctobelbidae. Inga underarter finns listade i Catalogue of Life.